# Линия 3bis (Парижское метро)
Линия 3bis — одна из шестнадцати линий Парижского метрополитена и самая короткая из них. Имеет длину всего 1,3 км и 4 станции. Располагается в 1-й коммуне Парижа. Обозначается на схемах бирюзовым цветом, как и 13-я линия, и имеет число 3 с приставкой bis в конце.

## История
Участок изначально был сооружён как продолжение 3 линии, но в 1971 году 3 линия была продлена в другом направлении и поэтому линии разделили. Появились планы соединить линии 3bis и 7bis в одну линию, так как имеется сквозная ССВ между линиями.

## Станции и Маршрут
| Русское название | Французское название | Пересадки | Дата открытия  | Примечания                                                                        |
| ---------------- | -------------------- | --------- | -------------- | --------------------------------------------------------------------------------- |
| Порт-де-Лила     | Porte des Lilas      | Линия 11  | 27 ноября 1921 |                                                                                   |
| Сен-Фаржо        | Saint-Fargeau        |           | 27 ноября 1921 | Названа в честь французского политика и юриста Луи Мишеля Лепелетье де Сен-Фаржо. |
| Пельпор          | Pelleport            |           | 27 ноября 1921 |                                                                                   |
| Гамбетта         | Gambetta             | Линия 3   | 25 января 1905 |                                                                                   |

Линия полностью подземная. Её трасса пролегает полностью под северо-восточным отрезком авеню Гамбетта, на участке от площади Гамбетта до площади Порт де Лила. На перегоне Гамбетта — Пельпор начинается служебная соединительная ветвь на линию 3, перестроенная из бывшей разворотной петли линии 3.

## Карта

Карта линии

## Пересадки
На станции «Гамбетта» осуществляется персадка на линию 3, на станции «Порте де Лила» осуществляется пересадка на линию 11.

## Перспективы

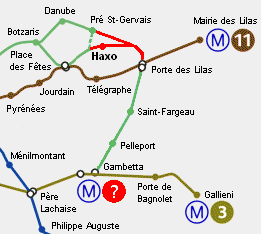
План соединения линий 3bis и 7bis.

Ещё при открытии линии в 1971 году планировалось соединить линии 3bis и 7bis в линию 19. Названы сроки соединения — 2030 год.